# Arena Omsk
L'arena Omsk è un impianto multiuso situato ad Omsk, in Russia. L'edificio ospita le partite casalinghe delle squadre di hockey su ghiaccio degli Avangard Omsk, militanti in Kontinental Hockey League, e degli Omskie Yastreby, che partecipano alla MHL. Oltre alle manifestazioni sportive ospita anche concerti.

## Storia

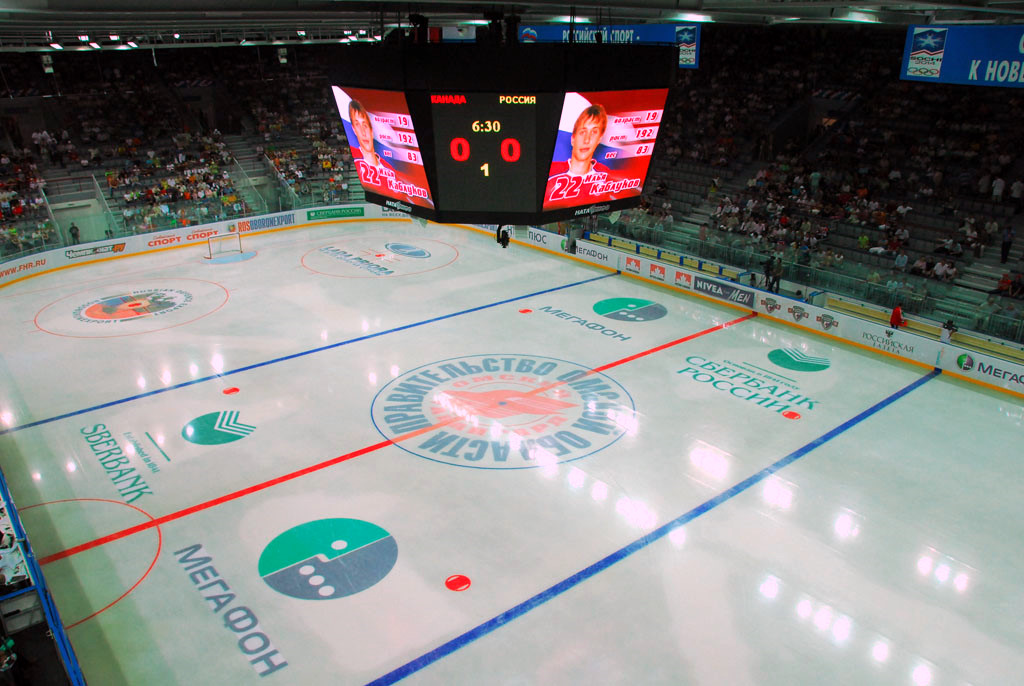
L'interno dell'arena

L'arena è stata progettata dalla compagnia austriaca AMR e i lavori di costruzione sono partiti il 16 marzo 2004. L'inaugurazione è avvenuta il 31 agosto 2007 in occasione delle Super Series, una competizione giovanile di hockey tra Russia e Canada.
Inizialmente il proprietario dell'impianto era il magnate russo Roman Abramovič, che nel 2012 l'ha donato agli Avangard Omsk.